# Mirari vos
Mirari vos es una encíclica de Gregorio XVI publicada el 15 de agosto de 1832. En ella se condena toda forma de liberalismo como pecado y se prohíben dichas ideas a los católicos.
A partir de una reflexión sobre la naturaleza del indiferentismo religioso —que avanzaba en medio de los profundos cambios políticos, sociales y económicos del siglo XIX, y que es considerado por el papa como base de múltiples errores contra el dogma— se condenan la libertad de conciencia, la libertad de culto, la libertad de prensa y la separación iglesia-estado en cuanto se presentan como frutos de ese indiferentismo y como promovidos por el liberalismo político.

## Contexto
Tras la Restauración y la progresiva separación de la Iglesia y el Estado en las monarquías y Estados del siglo XIX, algunos católicos —especialmente de Francia— habían asumido tesis del liberalismo considerando a este como la mejor forma para mantener la independencia de la Iglesia, en lo que se llamó el catolicismo liberal. Así, pensadores como Lamennais, Enrique Lacordaire y Montalembert crearon el periódico L'Avenir, que buscaba promover la separación entre Iglesia y Estado, la renuncia de todos los privilegios de la Iglesia para que se pudiera insertar en el régimen legal del país, luchar contra el monopolio educativo laico instaurado por el Estado defendiendo la educación privada religiosa, etc. También sostenían la legitimidad de la Revolución Francesa en sus postulados iniciales de 1789, aunque condenando el radicalismo jacobino de 1792. Esto por medio de críticas incluso a algunos obispos que buscaban más bien mantener el concordato y los privilegios de la Iglesia sobre la sociedad francesa.
Como las dificultades aumentaban, en 1832 los tres «peregrinos de la libertad," como se los llamó, decidieron dirigirse a Roma para obtener la autorización de su postura. Aunque fueron recibidos por Gregorio XVI, el papa nada mencionó del asunto e invitó a presenciar el encuentro a un cardenal abiertamente hostil a las ideas de L'Avenir. Lacordaire entonces decidió volver a París; Montalembert y Lamennais se quedaron en Roma hasta julio de 1832.
La presión en la curia romana, especialmente en la Congregación para asuntos eclesiásticos extraordinarios, para lograr una abierta condena de L'Avenir y sus redactores desembocó en la encíclica Mirari vos. Se condenaban las tesis sin mencionar ni el periódico ni a sus propulsores. El cardenal Bartolomeo Pacca escribió a los redactores para expresarles que, por delicadeza, el papa Gregorio XVI no había mencionado los nombres de ellos, pero que las tesis defendidas por L'Avenir eran las que el pontífice quería condenar (libertad de conciencia, libertad de culto, libertad de prensa, separación Iglesia-Estado, etc.)

## Contenido
El papa Gregorio XVI describe una situación difícil para la Iglesia empleando expresiones pesimistas. Tras la condena del galicanismo y del racionalismo, el papa ataca contundentemente el liberalismo en todas sus manifestaciones aunque siempre como consecuencia del indiferentismo religioso. 
La encíclica también toma partido en el debatido problema del origen del poder político, esgrimiendo las tesis del derecho divino de los reyes como justificación del poder monárquico absoluto, y condenando como pecado las teorías basadas en la  democracia y la soberanía popular.
Se cita la quema de libros en Éfeso por el Apóstol Pablo como justificación de la práctica de la iglesia de quemar libros en los autos de fe.

## Consecuencias
Lamennais se encontraba en Múnich cuando le llegó la encíclica con la carta del cardenal Pacca. Allí escribió y firmó un manifiesto no de retractación sino de notificación; L'Avenir no se seguiría publicando, ya que la agencia que lo llevaba quedaba disuelta.